# Henri Habert de Vauboulon
Henri Habert de Vauboulon (koninkrijk Frankrijk 17e eeuw – La Réunion, 18 augustus 1692), heer van Vauboulon, was gouverneur van de Franse kolonie île Bourbon, het latere La Réunion, van 1689 tot 1690.

## Levensloop

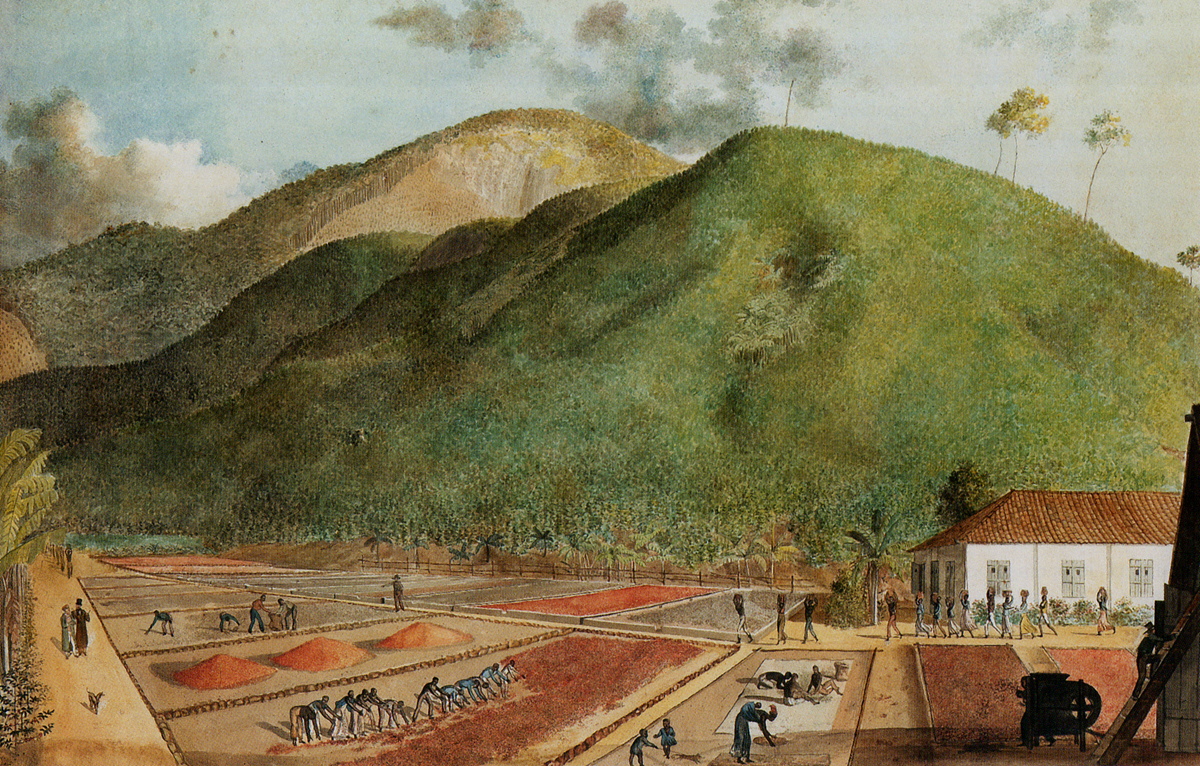
Koffieplantage met slavenarbeid op La Réunion

Habert was een edelman uit het koninkrijk Frankrijk. Koning Lodewijk XIV besliste om terug een Franse invloed te laten gelden in deze door Frankrijk verwaarloosde kolonie (1688). Ook de Franse Oost-Indische Compagnie drong hierop aan. In 1688 had Cromwell de macht overgenomen in Engeland en waren de Nederlanders actief geworden op Mauritius, een eiland waarvoor de Fransen ook koloniale plannen hadden. Lodewijk XIV benoemde Habert tot gouverneur van Bourbon, met uitgebreide bevoegdheden. Zo was Habert er opperrechter en hoogste officier van justitie. Zelf was Habert geïnteresseerd in de job van gouverneur om ontzaglijke rijkdom te vergaren.
Hij maakte de lange zeereis naar het eiland Bourbon. In zijn gezelschap kwam de capucijnerpater Hyacinthe mee. De Franse kolonisten verwelkomden plechtig de gouverneur. Het was lange tijd geleden dat iemand zo direct het koninklijk gezag over hun kolonie vertegenwoordigde. Hij schonk vooreerst amnestie aan die kolonisten die de vorige gouverneur, Jean-Baptiste Drouillard, hadden verjaagd.
Doch de sfeer sloeg om toen Habert andere plannen voor het eiland ontplooide. Hij eiste onderwijs van alle jongeren, hij koppelde de handelsactiviteiten van het eiland aan deze van de Franse Oost-Indische compagnie; hij verbood de landloperij op het eiland; hij voerde een nieuwe jachtwet in; hij eiste aanwezigheid in de kerkdiensten van het eiland. Hij creëerde nog meer verzet door de eigendomstitels van de terreinen te herschikken en te noteren in een kadaster. In Parijs negeerden ze bovendien het eiland Bourbon opnieuw door geen enkel schip te laten aanmeren. Tijdens een kerkdienst van pater Hyancinthe arresteerden woedende kolonisten gouverneur Habert (1790). Ze smeten hem in een kerker waar hij 2 jaar later overleed (1792). De kolonist Michel Firelin riep zich uit tot regent van Bourbon, doch voor Parijs was hij een usurpator.
Volgens geruchten stierf Habert door vergiftiging; hij mocht in zijn laatste uren nog spreken met pater Hyacinthe. Een autopsie kon geen vergiftiging aantonen. De koning benoemde niet meteen een nieuwe gouverneur. Pas in 1696 benoemde koning Lodewijk XIV Joseph Bastide tot waarnemend gouverneur, die zich liet omringen door een regiment soldaten.